# Моггридж, Билл
Билл Моггридж (англ. William Grant "Bill" Moggridge; 25 июня 1943, Лондон — 8 сентября 2012, Сан-Франциско, Калифорния) — британский дизайнер, изобретатель и педагог; основатель дизайнерской компании IDEO, разработчик первого портативного компьютера GRiD Compass.

## Биография
Родился 25 июня 1943 года в Лондоне. Его отец был военным, прежде чем стать государственным служащим; его мать была художником.
Изучал промышленный дизайн с 1962 по 1965 год в лондонской школе Central School of Art and Design, по окончании которой в 1965 году отправился в США, чтобы работать в качестве дизайнера, и устроился на работу дизайнером в компании American Sterilizer Co. в городе Эри, штат Пенсильвания. В 1969 году Моггридж вернулся в Лондон, чтобы изучать типографику и коммуникации.
В 1969 году в Лондоне на верхнем этаже своего дома Билл Моггридж основал первую собственную компанию — Moggridge Associates. Его первым промышленным продуктом, появившимся на рынке, стал тостер для Hoover UK. В 1972 году он работал над своим первым компьютерным проектом — мини-компьютером для Computer Technology Limited, который так и не был выпущен. В 1973 году его обогреватель для Hoover UK попал на обложку британского журнала дизайна.
Моггридж вернулся в США в 1979 году, создав новую компанию с названием ID Two, в городе Пало-Алто, штат Калифорния. Первым его клиентом стала компания Grid Systems Corporation, для которого он разработал первый в мире портативный компьютер (ноутбук) GRiD Compass, который использовался с 1983 по 1997 год на борту американских космических кораблей. В 1982 году дизайнер Майк Наттолл из Лондона присоединился к ID Two и работал над ещё одним проектом переносного компьютера для Convergent Technologies. Из-за возможного конфликта интересов он покинул ID Two, создав в Пало-Алто в 1983 году собственную фирму Matrix Product Design.
В этот период времени Билл Моггридж начал преподавать в Стэнфордском университете Product Design Program. Здесь он познакомился с коллегой-преподавателем Дэвидом Келли, у которого была собственная дизайнерская фирма David Kelley Design. В 1991 году Моггридж, Келли и Наталл учредили компанию IDEO; в ней он проработал до 2010 года. В марте 2010 года Моггридж покинул IDEO, чтобы стать директором Смитсоновского музея дизайна Купер Хьюитт — единственного музея в США, посвященный исключительно дизайну.
Умер от рака 8 сентября 2012 года в хосписе Сан-Франциско, место захоронения неизвестно. Был женат с 1965 года, в семье было двое сыновей.
В 2014 году Билл Моггридж был посмертно награждён медалью AIGA Medal. В 2012 году он был удостоен почетной докторской степени Калифорнийского колледжа искусств в Сан-Франциско. В 2010 году ему была присуждена премия Prince Philip Designers Prize. В 2006 году он стал членом общества Industrial Designers Society of America. В 1988 году получил звание Royal Designers for Industry Королевского общества искусств.